# Chủ tịch Chính phủ Nhân dân Khu tự trị Nội Mông Cổ
Chủ tịch Chính phủ Nhân dân Khu tự trị Nội Mông Cổ (Tiếng Trung Quốc: 内蒙古自治区人民政府主席, Bính âm Hán ngữ: Nèi Méng Gǔ Zìzhìqū Rénmín Zhèngfǔ Zhǔxí, Nội Mông Cổ tự trị Khu Nhân dân Chính phủ Chủ tịch) được bầu cử bởi Đại hội Đại biểu Nhân dân Khu tự trị Nội Mông Cổ, lãnh đạo bởi thành viên của Đảng Cộng sản Trung Quốc. Cán bộ, công chức lãnh đạo, là Chủ tịch Chính phủ Nhân dân Khu tự trị dân tộc Hồi Nội Mông có cấp bậc Chính Tỉnh - Bộ, hàm Bộ trưởng, thường là Ủy viên Ủy ban Trung ương Đảng Cộng sản Trung Quốc các khóa, chức vụ tên gọi khác của Tỉnh trưởng Chính phủ Nhân dân. Chủ tịch Chính phủ Nhân dân Khu tự trị là lãnh đạo thứ hai của Khu tự trị, đứng sau Bí thư Khu ủy. Chủ tịch Chính phủ Nhân dân Khu tự trị Nội Mông Cổ đồng thời là Phó Bí thư Khu ủy Khu tự trị Nội Mông Cổ.
Trong lịch sử Cộng hòa Nhân dân Trung Hoa, chức vụ Chủ tịch Chính phủ Nhân dân Khu tự trị Nội Mông Cổ có các tên gọi là Chủ tịch Chính phủ Nhân dân Khu tự trị Nội Mông Cổ (1949 - 1955), Chủ tịch Ủy ban Nhân dân tỉnh Nội Mông (1955 - 1967), Chủ nhiệm Ủy ban Cách mạng Khu tự trị Nội Mông Cổ (1967 - 1979), và quay lại là Chủ tịch Chính phủ Nhân dân Khu tự trị Nội Mông Cổ (1979 đến nay). Tất cả các tên gọi này dù khác nhau nhưng cùng có ý nghĩa là Thủ trưởng Hành chính Khu tự trị Nội Mông Cổ, tức nghĩa tương ứng với Tỉnh trưởng Chính phủ Nhân dân.
Chủ tịch Chính phủ Nhân dân Khu tự trị Nội Mông Cổ hiện tại là đồng chí Bố Tiểu Lâm.

## Lịch sử

### Thời tự trị

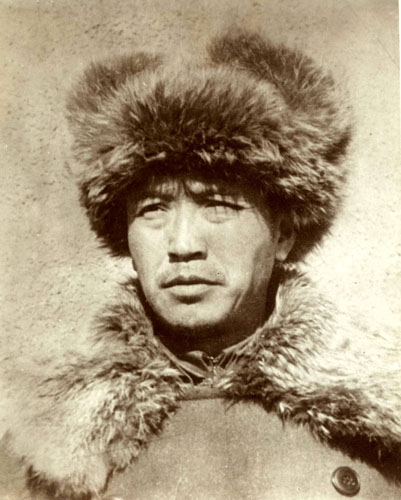
"Mông Cổ Vương", Thượng tướng Ô Lan Phu (1906 – 1988), Phó Chủ tịch nước Cộng hòa Nhân dân Trung Hoa (1983 – 1988) Lãnh đạo Nội Mông 1947 – 1967. Lãnh đạo cấp Phó Quốc gia.

Trong những năm đầu sau Chiến tranh thế giới thứ hai, Đảng Cộng sản có lực lượng dân quân, đối phó với hoạt động độc lập của các thân vương người Mông Cổ thuộc dòng dõi Thành Cát Tư Hãn với danh nghĩa chống chế độ phong kiến. Sau đó, Đảng Cộng sản đã giành được quyền kiểm soát Mãn Châu cũng như Nội Mông với sự hỗ trợ của Liên Xô. Tháng 4 năm 1947, tại Miếu Vương Da (王爺廟) nay là Ulan Hot đã diễn ra hội nghị Đại biểu Nhân dân Nội Mông Cổ, thông qua việc ra đời Chính phủ tự trị Nội Mông Cổ, bầu Ô Lan Phu (乌兰夫) làm Chủ tịch.

Ban đầu, Khu tự trị Nội Mông Cổ chỉ bao gồm khu vực Hulunbuir, sau đó nó được mở rộng về phía tây khi Cộng hòa Nhân dân Trung Hoa thành lập, Quân Giải phóng Nhân dân Trung Quốc kiểm soát hoàn toàn Trung Quốc đại lục. Năm 1949, Ủy ban Trung ương Đảng Cộng sản Trung Quốc đã quyết định sáp nhập Đông và Tây Mông Cổ, chuyển thủ phủ từ Trương Gia Khẩu tới Hohhot sau khi giành được Tuy Viễn. Vào ngày 2 tháng 12, Chính phủ Tự trị Nội Mông Cổ được đổi tên thành Chính phủ Nhân dân Khu tự trị Nội Mông. Nội Mông cuối cùng bao gồm lãnh thổ 5/6 minh từ thời nhà Thanh, phần phía bắc của khu vực cũ Sát Cáp Nhĩ. Năm 1954, tỉnh Ninh Hạ cũ (宁复) bị bãi bỏ, các kỳ Alxa và Ejin quy thuộc khu tự trị Nội Mông. Năm 1955, tỉnh Nhiệt Hà bị bãi bỏ, các đơn vị chia về Khu tự trị Nội Mông Cổ. Khu tự trị Nội Mông Cổ có diện tích là 1.158.300 km², xếp hạng ba trong danh sách các đơn vị hành chính Trung Quốc. Cùng năm, Ủy ban Nhân dân Khu tự trị Nội Mông Cổ được thành lập, Ô Lan Phu tiếp tục giữ cương vị.
Trong lịch sử giai đoạn đầu của Nội Mông, Ô Lan Phu là lãnh đạo quan trọng. Năm 1923, ông gia nhập Đoàn Thanh niên Xã hội Chủ nghĩa Trung Quốc, năm 1925 gia nhập Đảng Cộng sản Trung Quốc, nhập ngũ Quân Giải phóng Nhân dân Trung Quốc, chiến đấu nhiều năm rồi trở thành Chủ tịch Chính phủ tự trị Nội Mông Cổ (1947 – 1949), Chủ tịch Chính phủ Nhân dân Khu tự trị Nội Mông Cổ (1949 – 1955) rồi Chủ tịch Ủy ban Nhân dân Khu tự trị Nội Mông Cổ (1955 – 1967). Ông kiêm nhiệm Bí thư Khu ủy Khu tự trị Nội Mông Cổ, lãnh đạo cao nhất của Nội Mông suốt hơn 20 năm, là người Mông Cổ duy nhất từ giữ chức Bí thư Nội Mông cho đến nay (2020). Từ năm 1958 đến 1960, trong Đại nhảy vọt, nền kinh tế của Nội Mông vẫn tăng trưởng. Bị ảnh hưởng bởi Đại nhảy vọt, nền kinh tế của Nội Mông giảm mạnh từ năm 1960 đến 1962. Nội Mông đã áp dụng chính sách thận trọng hơn đối với các khu vực du mục, và các khu vực ấy đã không bị thiệt hại nhiều. Sau khi điều chỉnh chính sách, nền kinh tế của Nội Mông dần được cải thiện.
Trong Đại Cách mạng Văn hóa, Ô Lan Phu bị thanh lọc, làn sóng đàn áp đã được khởi xướng để chống lại người Mông Cổ trong khu tự trị. Ông bị chỉ trích bị công kích với cáo buộc thành lập vương quốc Nội Mông Cổ độc lập. Từ năm 1966 đến 1972, ông bị quản chế tại Bắc Kinh, và thu hồi các chức vụ, ông đổi tên thành Vương Tự Lực. Năm 1972, theo quan điểm của Mao Trạch Đông, 13 cán bộ cao cấp như Đàm Chấn Lâm, Lý Tỉnh Toàn và ông được giải phóng.
Ô Lan Phu, (Chữ Mông Cổ: ᠤᠯᠠᠭᠠᠨᠬᠦᠦ, tiếng Trung: 乌兰夫, Cyrillic Mongolian: Улаанхүү). Ông với tên gọi riêng là Mông Cổ Vương, Thượng tướng Quân Giải phóng Nhân dân Trung Quốc, từng giữ chức vụ Phó Chủ tịch nước Cộng hòa Nhân dân Trung Hoa (1983 – 1988), Ủy viên Bộ Chính trị Đảng Cộng sản Trung Quốc dự khuyết khóa VIII, chính thức khóa XI, XII, Phó Tổng lý Quốc vụ viện Cộng hòa Nhân dân Trung Hoa, Phó Chủ tịch thứ nhất Ủy ban Toàn quốc Hội nghị Hiệp thương Chính trị Nhân dân Trung Quốc, Chủ nhiệm Ủy ban Các vấn đề Dân tộc Nhà nước Trung Quốc, Lãnh đạo cấp Phó Quốc gia, cao nhất người Mông Cổ (Trung Quốc) từng có cho đến khi qua đười năm 1988.
Năm 1967, Ủy ban Cách mạng Khu tự trị Nội Mông Cổ được thành lập. Các Chủ nhiệm đều là tướng quân, gồm Trung tướng Đằng Hải Thanh (1967 – 1971), Thượng tướng Vưu Thái Trung (1971 – 1979), Thiếu tướng Khổng Phi (1978 – 1979). Đằng Hải Thanh (滕海清) (1907 – 1997) và Vưu Thái Trung (尤太忠) (1918 – 1998) là người Hán kiêm nhiệm Bí thư Nội Mông. Thiếu tướng Khổng Phi là người Mông Cổ, quản lý hành chính Nội Mông ít tháng tước khi cơ cấu thay đổi.

### Từ 1979
Nội Mông Cổ đã phát triển đáng kể kể từ khi Đặng Tiểu Bình khởi xướng cải cách kinh tế vào năm 1978. Từ năm 1979, Chính phủ Nhân dân Khu tự trị Nội Mông Cổ được tái lập. Các Chủ tịch Chính phủ Nhân dân Khu tự trị Nội Mông Cổ là Khổng Phi (1979 – 1983), Bố Hách (1983 – 1993), Uliji (1993 – 1998), Vân Bố Long (1998 – 2000), Uyunqimg (2000 – 2003), Dương Tinh (2003 – 2008), Bagatur (2008 – 2016) và Bố Tiểu Lâm (2016 – nay). Trong đó Uyunqimg và Bố Tiểu Lâm là phụ nữ, còn Vân Bố Long gặp tai nạn và qua đời năm 2000 ở Chính Lam.

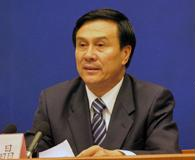
Dương Tinh (1953), Bí thư Ban Bí thư, Ủy viên Quốc vụ, Lãnh đạo cấp Phó Quốc gia, Chủ tịch Nội Mông (2003 – 2008)

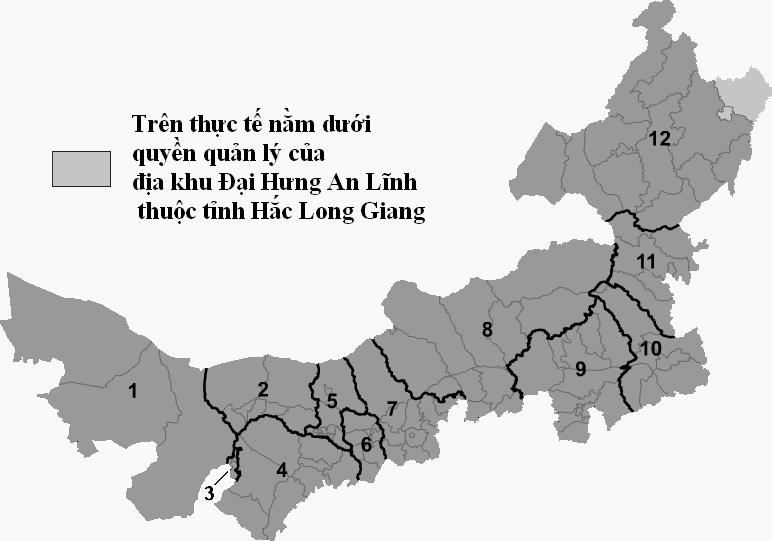
Bản đồ Khu tự trị Nội Mông Cổ.Địa cấp thị: 2. Bayan Nur, 3. Ô Hải, 4. Ordos, 5. Bao Đầu, 6. Hohhot (thủ phủ), 7. Ulanqab, 9. Xích Phong, 10. Thông Liêu, 12. Hulunbuir và Minh: 1. Alxa, 8. Xilin Gol, 11. Hưng An.

Như đường lối chung của cả nước, các Chủ tịch Chính phủ Nhân dân Khu tự trị Nội Mông Cổ đều là người Mông Cổ, lãnh đạo vị trí thứ hai của Nội Mông, vị trí cao nhất là Bí thư Khu ủy Khu tự trị Nội Mông Cổ, đều là người Hán. Giai đoạn này, Dương Tinh (1953) là người có chức vụ cao nhất về sau, là Bí thư Ban Bí thư Ủy ban Trung ương Đảng Cộng sản Trung Quốc, Tổng Thư ký Quốc vụ viện Trung Quốc, Ủy viên Quốc vụ, Lãnh đạo cấp Phó Quốc gia. Tuy nhiên, ông đã vi phạm nghiêm trọng vấn đề về tham nhũng, bị khai trừ khỏi Đảng Cộng sản Trung Quốc, cách tất cả chức vụ Đảng và Chính quyền năm 2018. Hiện tại, Bagatur là Phó Chủ tịch Ủy ban Toàn quốc Hội nghị Hiệp thương Chính trị Nhân dân Trung Quốc, Chủ nhiệm Ủy ban Các vấn đề Dân tộc Nhà nước Trung Quốc, Bố Tiểu Lâm là Chủ tịch Nội Mông, cả hai đều là Ủy viên Ủy ban Trung ương Đảng Cộng sản Trung Quốc khóa XIX. Cho đến nay ở Nội Mông, Ô Lan Phu vẫn là lãnh đạo được ghi nhớ về tinh thần. Các Chủ tịch Nội Mông như Thiếu tướng Khổng Phi (1911 – 1993) là em rể, Bố Hách (1926 – 2017) là con trai trưởng, Vân Bố Long (1937 – 2000) là cháu trai và Bố Tiểu Lâm (1958) là con gái Bố Hách, cháu nội của ông.
Năm 2018, Nội Mông là đơn vị hành chính đông thứ hai mươi ba về số dân, đứng thứ hai mươi một về kinh tế Trung Quốc với 25 triệu dân, tương đương với Úc và GDP danh nghĩa đạt 1.729 tỉ NDT (261,3 tỉ USD) tương ứng với Phần Lan. Nội Mông có chỉ số GDP đầu người đứng thứ chín, đạt 68.303 NDT (tương ứng 10.322 USD).

## Danh sách Chủ tịch Chính phủ Nhân dân Khu tự trị Nội Mông Cổ
Từ năm 1949 tính đến hiện tại, Chính phủ Nhân dân Khu tự trị Nội Mông Cổ có 11 Chủ tịch Chính phủ Nhân dân.
| STT                                                             | Đồng chí                                                      | Quê quán                                                      | Sinh năm                                                      | Dân tộc                                                       | Nhiệm kỳ                                                      | Chức vụ về sau (gồm hiện) quan trọng | Chức vụ trước, tình trạng                                                             |
| Chủ tịch Chính phủ Nhân dân Khu tự trị Nội Mông (1949 - 1954)   | Chủ tịch Chính phủ Nhân dân Khu tự trị Nội Mông (1949 - 1954) | Chủ tịch Chính phủ Nhân dân Khu tự trị Nội Mông (1949 - 1954) | Chủ tịch Chính phủ Nhân dân Khu tự trị Nội Mông (1949 - 1954) | Chủ tịch Chính phủ Nhân dân Khu tự trị Nội Mông (1949 - 1954) | Chủ tịch Chính phủ Nhân dân Khu tự trị Nội Mông (1949 - 1954) | Chủ tịch Chính phủ Nhân dân Khu tự trị Nội Mông (1949 - 1954) | Chủ tịch Chính phủ Nhân dân Khu tự trị Nội Mông (1949 - 1954)                         |
| --------------------------------------------------------------- | ------------------------------------------------------------- | ------------------------------------------------------------- | ------------------------------------------------------------- | ------------------------------------------------------------- | ------------------------------------------------------------- | --- | ------------------------------------------------------------------------------------- |
| 1                                                               | Ô Lan Phu                                                     | Sơn Tây                                                       | 1906 1988                                                     | Người Mông Cổ                                                 | 1955 - 1967                                                   | Thượng tướng Quân Giải phóng Nhân dân Trung Quốc, Nguyên Phó Chủ tịch nước Cộng hòa Nhân dân Trung Hoa (1983 - 1988). | Lãnh đạo đầu tiên của Khu tự trị Nội Mông Cổ. Mất năm 1998 tại Bắc Kinh.              |
| Chủ tịch Ủy ban Nhân dân Khu tự trị Nội Mông Cổ (1955 - 1967)   |                                                               |                                                               |                                                               |                                                               |                                                               | |                                                                                       |
| 1                                                               | Ô Lan Phu                                                     | Sơn Tây                                                       | 1906 1988                                                     | Người Mông Cổ                                                 | 1955 - 1967                                                   | Thượng tướng Quân Giải phóng Nhân dân Trung Quốc, Nguyên Phó Chủ tịch nước Cộng hòa Nhân dân Trung Hoa (1983 - 1988), Nguyên Ủy viên Bộ Chính trị Đảng Cộng sản Trung Quốc dự khuyết khóa VIII, chính thức khóa XI, XII, Nguyên Phó Tổng lý Quốc vụ viện Cộng hòa Nhân dân Trung Hoa, Nguyên Phó Chủ tịch thứ nhất Ủy ban Toàn quốc Hội nghị Hiệp thương Chính trị Nhân dân Trung Quốc, Nguyên Chủ nhiệm Ủy ban Các vấn đề Dân tộc Nhà nước Trung Quốc, Nguyên Bí thư Khu ủy Khu tự trị Nội Mông Cổ, Nguyên Tư lệnh kiêm Chính ủy Quân khu Nội Mông (Đại quân khu, nay chuyển thành cấp tỉnh khu), Nguyên Viện trưởng Học viện Dân tộc Trung ương Trung Quốc, Nguyên Hiệu trưởng Đại học Nội Mông Cổ | Lãnh đạo cấp Phó Quốc gia. Mất năm 1998 tại Bắc Kinh.                                 |
| Chủ nhiệm Ủy ban Cách mạng Khu tự trị Nội Mông Cổ (1967 - 1979) |                                                               |                                                               |                                                               |                                                               |                                                               | |                                                                                       |
| 2                                                               | Đằng Hải Thanh                                                | Kim Trại An Huy                                               | 1907 1997                                                     | Người Hán                                                     | 1967 - 1971                                                   | Trung tướng Giải phóng quân Nhân dân Trung Quốc, Nguyên Bí thư Khu ủy Khu tự trị Nội Mông Cổ, Nguyên Tư lệnh, nguyên Chính ủy Quân khu Nội Mông (Đại quân khu, nay chuyển thành cấp tỉnh khu). |                                                                                       |
| 3                                                               | Vưu Thái Trung                                                | Tín Dương Hà Nam                                              | 1918 1998                                                     | Người Hán                                                     | 1971 - 1978                                                   | Thượng tướng Quân Giải phóng Nhân dân Trung Quốc, Nguyên Bí thư Khu ủy Khu tự trị Nội Mông Cổ, Nguyên Tư lệnh, nguyên Chính ủy Quân khu Nội Mông (Đại quân khu, nay chuyển thành cấp tỉnh khu), Nguyên Tư lệnh Quân khu Quảng Châu (Thất Đại quân khu, nay chuyển thành cấp tỉnh khu). | Qua đời năm 1998 tại Quảng Châu.                                                      |
| 4                                                               | Khổng Phi                                                     | Horqin Tả Dực Trung Nội Mông                                  | 1911 1993                                                     | Người Mông Cổ                                                 | 1978 - 1979                                                   | Thiếu tướng Giải phóng quân Nhân dân Trung Quốc, Nguyên Chủ nhiệm Ủy ban Cách mạng Khu tự trị Nội Mông Cổ. | Qua đời năm 1983 ở Hohhot.                                                            |
| Chủ tịch Chính phủ Nhân dân Khu tự trị Nội Mông Cổ (1979 - nay) |                                                               |                                                               |                                                               |                                                               |                                                               | |                                                                                       |
| 4                                                               | Khổng Phi                                                     | Horqin Tả Dực Trung Nội Mông                                  | 1911 1993                                                     | Người Mông Cổ                                                 | 1979 1983                                                     | Thiếu tướng Giải phóng quân Nhân dân Trung Quốc, Nguyên Chủ tịch Chính phủ Nhân dân Khu tự trị Nội Mông Cổ. | Qua đời năm 1983 ở Hohhot.                                                            |
| 5                                                               | Bố Hách                                                       | Tumer Tả Nội Mông                                             | 1926 2017                                                     | Người Mông Cổ                                                 | 1983 - 1993                                                   | Nguyên Phó Ủy viên trưởng Ủy ban Thường vụ Đại hội Đại biểu Nhân dân Toàn quốc. | Qua đời năm 2017 tại Bắc Kinh.                                                        |
| 6                                                               | Uliji                                                         | Horqin Hữu Dực Trung Nội Mông                                 | 1933 2001                                                     | Người Mông Cổ                                                 | 1993 01/1998                                                  | Nguyên Chủ tịch Chính phủ Nhân dân Khu tự trị Nội Mông Cổ. | Qua đời năm 2001.                                                                     |
| 7                                                               | Vân Bố Long                                                   | Tumed Hữu Nội Mông                                            | 1937 2000                                                     | Người Mông Cổ                                                 | 01/1998 06/2000                                               | Nguyên Chủ tịch Chính phủ Nhân dân Khu tự trị Nội Mông Cổ. | Tai nạn qua đời năm 2000 ở Chính Lam.                                                 |
| 8                                                               | Uyunqimg                                                      | Bắc Phiếu Liêu Ninh                                           | 1942                                                          | Người Mông Cổ                                                 | 08/2000 04/2003                                               | Nguyên Phó Ủy viên trưởng Ủy ban Thường vụ Đại hội Đại biểu Nhân dân Toàn quốc. | Đồng chí nữ. Trước đó là Phó Bí thư Khu ủy Khu tự trị Nội Mông Cổ.                    |
| 9                                                               | Dương Tinh                                                    | Jung Gar Nội Mông                                             | 1953                                                          | Người Mông Cổ                                                 | 04/2003 04/2008                                               | Nguyên Bí thư Ban Bí thư Ủy ban Trung ương Đảng Cộng sản Trung Quốc, Nguyên Tổng Thư ký Quốc vụ viện Trung Quốc, Nguyên Ủy viên Quốc vụ, Nguyên Viện trưởng Học viện Hành chính Quốc gia Trung Quốc, Nguyên Chủ nhiệm Ủy ban Các vấn đề Dân tộc Nhà nước Trung Quốc, Nguyên Bí thư Đảng ủy Khối cơ quan Quốc vụ viện Trung Quốc kiêm Bí thư Ủy ban Cơ quan công tác Trung ương Trung Quốc. | Lãnh đạo cấp Phó Quốc gia. Trước đó là Bí thư Thành ủy thành phố Hohhot.              |
| 10                                                              | Bagatur                                                       | Khang Bình Liêu Ninh                                          | 1955                                                          | Người Mông Cổ                                                 | 04/2008 03/2016                                               | Ủy viên Ủy ban Trung ương Đảng Cộng sản Trung Quốc khóa XIX, Phó Chủ tịch Ủy ban Toàn quốc Hội nghị Hiệp thương Chính trị Nhân dân Trung Quốc, Chủ nhiệm Ủy ban Các vấn đề Dân tộc Nhà nước Trung Quốc, Nguyên Phó trưởng Ban Công tác Mặt trận Thống nhất Trung ương Đảng Cộng sản Trung Quốc | Trước đó là Bí thư Ủy ban Kiểm tra Kỷ luật Khu ủy Khu tự trị Nội Mông Cổ.             |
| 11                                                              | Bố Tiểu Lâm                                                   | Tumed Tả Nội Mông.                                            | 1958                                                          | Người Mông Cổ                                                 | 03/2016                                                       | Ủy viên Ủy ban Trung ương Đảng Cộng sản Trung Quốc khóa XIX, Phó Bí thư Khu ủy Khu tự trị Nội Mông Cổ, Chủ tịch Chính phủ Nhân dân Khu tự trị Nội Mông Cổ. | Đồng chí nữ. Trước đó là Chủ nhiệm Mặt trận Thống nhất Khu ủy Khu tự trị Nội Mông Cổ. |

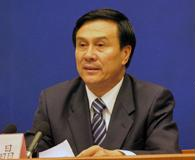
Dương Tinh (1953), nguyên Bí thư Ban Bí thư Ủy ban Trung ương Đảng Cộng sản Trung Quốc, nguyên Ủy viên Quốc vụ, Chủ tịch Chính phủ Nhân dân Khu tự trị Nội Mông Cổ (2003 - 2008).
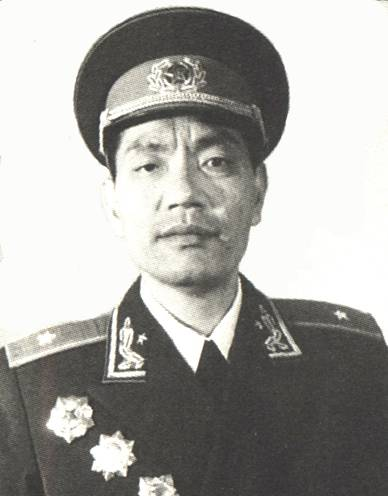
Vưu Thái Trung (1918 - 1998), Thượng tướng Quân Giải phóng Nhân dân Trung Quốc, Chủ nhiệm Ủy ban Cách mạng Khu tự trị Nội Mông Cổ (1971 - 1978).
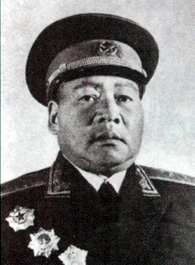
Đằng Hải Thanh (1907 - 1997), Trung tướng Giải phóng quân Nhân dân Trung Quốc, Chủ nhiệm Ủy ban Cách mạng Khu tự trị Nội Mông Cổ (1967 - 1971).
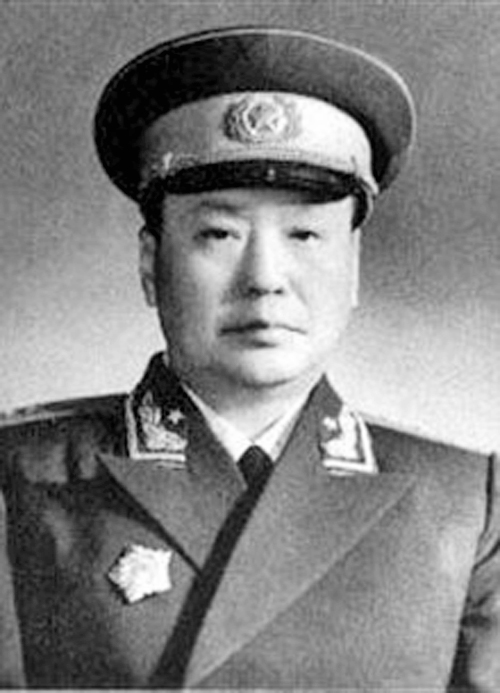
"Mông Cổ Vương" Ô Lan Phu (1906 - 1988), Thượng tướng Quân Giải phóng Nhân dân Trung Quốc, Phó Chủ tịch nước Cộng hòa Nhân dân Trung Hoa (1982 - 1988), Thủ trưởng Khu tự trị Nội Mông Cổ đầu tiên và lâu nhất (1949 - 1967).

## Tên gọi khác của chức vụ Chủ tịch Chính phủ Nhân dân Khu tự trị

Nội Mông Cổ

Ô Lan Phu, Chủ tịch Chính phủ Nhân dân Khu tự Nội Mông Cổ (1949 - 1955), Chủ tịch Ủy ban Nhân dân Khu tự trị Nội Mông Cổ (1955 - 1967).

#### Chủ nhiệm Ủy ban Cách mạng Khu tự trị Nội Mông Cổ (1968 - 1979)
- Đằng Hải Thanh, Trung tướng Giải phóng quân Nhân dân Trung Quốc, nguyên Chủ nhiệm Ủy ban Cách mạng Khu tự trị Nội Mông Cổ (1967 - 1971).
- Vưu Thái Trung, Thượng tướng Quân Giải phóng Nhân dân Trung Quốc, nguyên Chủ nhiệm Ủy ban Cách mạng Khu tự trị Nội Mông Cổ (1971 - 1978).
- Khổng Phi, Thiếu tướng Giải phóng quân Nhân dân Trung Quốc, nguyên Chủ nhiệm Ủy ban Cách mạng Khu tự trị Nội Mông Cổ (1978 - 1979).

## Các lãnh đạo cao cấp Trung Quốc từng là Thủ trưởng hành chính Nội Mông

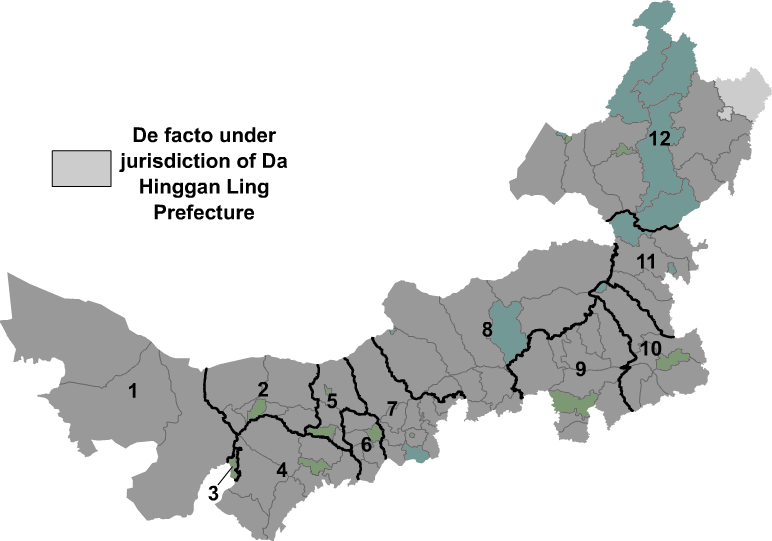
Bản đồ Nội Mông

Trong quãng thời gian từ năm 1949 đến nay, Chính phủ Nhân dân Khu tự trị Nội Mông Cổ có hai đồng chí về sau giữ chức vụ Lãnh đạo cấp Phó Quốc gia, gồm:
- Ô Lan Phu (1906 - 1988), Thượng tướng Quân Giải phóng Nhân dân Trung Quốc, Phó Chủ tịch nước Cộng hòa Nhân dân Trung Hoa (1983 - 1988), Ủy viên Bộ Chính trị Đảng Cộng sản Trung Quốc dự khuyết khóa VIII, chính thức khóa XI, XII, Phó Tổng lý Quốc vụ viện Cộng hòa Nhân dân Trung Hoa, Phó Chủ tịch thứ nhất Ủy ban Toàn quốc Hội nghị Hiệp thương Chính trị Nhân dân Trung Quốc, Chủ nhiệm Ủy ban Các vấn đề Dân tộc Nhà nước Trung Quốc, Bí thư Khu ủy Khu tự trị Nội Mông Cổ.
- Dương Tinh (1953), Bí thư Ban Bí thư Ủy ban Trung ương Đảng Cộng sản Trung Quốc, Tổng Thư ký Quốc vụ viện Trung Quốc, Ủy viên Quốc vụ. Dương Tĩnh đã vi phạm nghiêm trọng vấn đề về tham nhũng, bị khai trừ khỏi Đảng Cộng sản Trung Quốc, cách tất cả chức vụ Đảng và Chính quyền năm 2018.

Đối với Nội Mông Cổ, Ô Lan Phu là lãnh đạo lâu đời và đóng vai trò quan trọng đối với lịch sử Khu tự trị Nội Mông Cổ. Ô Lan Phu lãnh đạo Khu tự trị từ năm 1949 đến năm 1967, với tên gọi đặc trưng thường được gọi là Mông Cổ Vương. Từ năm 1949 đến năm 2020, Khu tự trị Nội Mông Cổ có 11 Thủ trưởng đơn vị hành chính, trong đó Ô Lan Phu là lãnh đạo cao nhất, Thiếu tướng Khổng Phi là em rể, Bố Hách là con trai trưởng và Bố Tiểu Lâm, Chủ tịch Chính phủ Nhân dân Khu tự trị Nội Mông Cổ đương nhiệm là cháu gái (con gái của Bố Hách).